# Andy Scharmin
Andy Scharmin (* 29. November 1967; † 7. Juni 1989 bei Zanderij) war ein niederländischer Fußballspieler des FC Twente aus Enschede. Sein Vater war Deutscher, seine Mutter surinamischer Herkunft.
Scharmin wuchs in der Grenzgemeinde Haaksbergen auf, wo er als Jugendlicher beim VV Haaksbergen Fußball spielte. Seit der Saison 1987/88 spielte er als Mittelfeld- und später als Abwehrspieler in der ersten Mannschaft des FC Twente; sein Debüt in der Eredivisie gab er am 4. Oktober 1987 beim 3:3-Unentschieden bei Feyenoord. Er war Mannschaftsführer der niederländischen U-21-Nationalmannschaft, der Jong Oranje. In den zwei Spielzeiten beim FC Twente kam er 52-mal in der Ehrendivision zum Einsatz.
Nach dem Saisonende 1989 wurde Scharmin in die Kleurrijk Elftal berufen, eine Auswahl Spieler mit surinamischer Abstammung. Diese „farbenfrohe Mannschaft“ sollte im Juni in Paramaribo ein Freundschaftsturnier bestreiten, das die Entwicklung des Fußballs in dem ehemals zu den Niederlanden gehörenden Staat unterstützen sollte. Das Flugzeug, mit dem die Mannschaft am 7. Juni 1989 auf dem Johan Adolf Pengel International Airport landen sollte, stürzte im Landeanflug etwa zwei Kilometer vor der Landebahn ab. Scharmin und 14 weitere Mitglieder der Kleurrijk Elftal waren ebenso wie Scharmins Mutter und seine Tante unter den 176 Todesopfern des Flugunfalls.